# Inocêncio López Santamaría
Inocêncio López Santamaria, O. de M. (Sotovellanos, 28 de dezembro de 1874 – Salvador, 9 de março de 1958) foi um frei espanhol da Ordem da Bem Aventurada Virgem Maria das Mercês para a Redenção de Cativos, mais conhecida como Ordem de Nossa Senhora das Mercês.

## Biografia

### Vida na Espanha
Inocêncio López Santamaria (Inocéncio Lopez Santamaria, em espanhol) foi um dos cinco filhos do casal mais pobre de um povoado chamado Sotovellanos, seu pai era cego e seus quatro irmãos foram vítimas de mortalidade infantil. Desde jovem demonstrava um especial carinho para com as pessoas enfermas e idosas. Foi ordenado padre aos vinte e dois anos e sete meses de idade, no dia 18 de setembro de 1897.

Brasão da Ordem de Nossa Senhora das Mercês

Como mestre-geral da Ordem de Nossa Senhora das Mercês (14 de março 1914 – 6 de maio de 1925)
, Inocêncio López Santamaria resolve levar, novamente, a Ordem Mercedária ao Brasil, no ano de 1922 (a história da presença Mercedária no Brasil começa em 12 de dezembro de 1639 com a disponibilidade de religiosos que, vindos do Equador, trouxeram a devoção à Mãe das Mercês).

### Vida e atividade no Brasil
Hoje, o Piauí, sozinho, forma o Regional-Nordeste 04 da CNBB (Conferência Nacional dos Bispos do Brasil), com sete dioceses. Todavia, há um século não era assim. Existia apenas a Província Eclesiástica do Piauí com uma diocese, a de Teresina. No ano de 1914, o segundo Bispo do Piauí, Dom Otaviano Pereira de Albuquerque (1914-1922), sentiu a necessidade de se criar uma prelazia no sul do estado para atender melhor seu vasto território (251.529 Km2), maior em extensão do que o Estado de São Paulo (248.209 km²), e enviou o seu pedido ao Núncio Apostólico.
Nesse contexto, o núncio apostólico da Santa Sé no Brasil, Dom Henrique Gasparri, encaminha ao Papa Bento XV o pedido de criação de uma prelazia na região sudoeste do estado do Piauí para que fosse dado auxílio espiritual aos habitantes daquela localidade que sofriam com a carestia de água e de alimentos causada pelas recorrentes secas que assolam aquela área do semiárido brasileiro. Assim, é instituída, pela bula papal Ecclesiae Universae, a Prelazia de Bom Jesus do Gurguéia no dia 18 de junho de 1920  (com o nome latino de Boni Iesu de Piani).
Dom Otaviano Pereira de Albuquerque, bispo da Diocese de Teresina, atendendo solicitação da Santa Sé, convidou os Padres Capuchinhos e a Congregação do Imaculado Coração de Maria, por já terem atuado, como missionários, no sul do Piauí, para assumirem a nova Prelazia. Entretanto, por vários motivos, as respostas a este convite foram negativas.
Na mesma época, em Roma, numa conversa particular, o mestre-geral da Ordem Mercedária (Inocêncio López) pedia ao Papa autorização para abrir uma missão na China. Na ocasião, o Santo Padre expôs a dificuldade de encontrar missionários para a nova Prelazia no sul do Piauí. Depois de regressar a Madri, em 12 de julho de 1921, o mestre-geral Inocêncio López comunicou à Santa Sé que aceitaria a proposta da Prelazia de Bom Jesus do Gurguéia e indica para Administrador Apostólico o padre Pedro Pascual Miguel y Martínez, da Província de Castela, no momento, Provincial do México.
Depois de longa e penosa viagem os padres mercedários chegam ao Brasil no ano de 1922 e no dia 18 de dezembro de 1924  toma posse o primeiro bispo da Prelazia, Dom Pedro Pascual Miguel y Martínez.
No dia 1 de agosto de 1930, Inocêncio Lopez Santamaria foi escolhido pelo Papa Pio XI para ser o bispo titular de Trebenna e o terceiro prelado de Bom Jesus do Gurguéia. Sua ordenação episcopal aconteceu no dia 31 de agosto de 1930. Devido à Revolução de 1930, Dom Inocêncio não pôde entrar no País. Contudo, a influência do Arcebispo do Rio de Janeiro, Cardeal Dom Sebastião Leme da Silveira Cintra, facilitou a sua vinda para o Brasil, chegando aqui no início de 1931 e tomando posse em São Raimundo Nonato no dia 18 de fevereiro do mesmo ano.
Durante vinte e sete anos e cinco meses de pastoreio nessa Prelazia a ele encomendada, trabalhou com todo o zelo apostólico nas frequentes visitas a todas as paróquias de sua circunscrição, sem medir esforço. Uma das grandes preocupações deste santo bispo foi a formação de um clero autóctone. Ordenou figuras de relevo como os saudosos padre Nestor Dias Lima, padre Sólon Pinto de Aragão, padre Raimundo Dias Negreiros, Padre Raimundo Araújo (padre Dico), padre Manoel Lira Parente.
Dom Inocêncio foi o grande motivador da fundação da Congregação das Irmãs Mercedárias Missionárias do Brasil, fundada em primeiro de agosto de 1938 pela Madre Lúcia Etchepare, sob a proteção de Santa Teresinha do Menino Jesus e de São Raimundo Nonato. Num Livro de Memória, disse textualmente: “…estas religiosas têm sido para nós uma bênção do céu, pois desde aquele ano muitas jovens já se formaram em suas casas”.
Dom Inocêncio deu grande incentivo à educação e apoiou a criação do primeiro Ginásio em São Raimundo, que depois receberia seu nome e que foi um marco na educação e na cultura da região.  Já muito cansado dos trabalhos apostólicos, Roma concedeu-lhe um auxiliar na pessoa de Dom José Vázquez Díaz. 

### Morte
Dom Inocêncio faleceu no Hospital Espanhol de Salvador, Bahia, no dia 9 de março de 1958 e está sepultado na Catedral de São Raimundo Nonato.
Seu corpo embalsamado foi velado na Catedral Basílica de Salvador (Salvador-BA), com missa de corpo presente, presidida por Augusto Álvaro da Silva, arcebispo de Salvador, presente o governador da Bahia, Antônio Balbino (1955-1959) e outras autoridades civis e religiosas. Dom Inocêncio era tão querido pelos nordestinos que, para atender aos milhares de admiradores, seu corpo foi, também, velado na Catedral de Juazeiro-BA, na Catedral de Petrolina-PE e na igreja de Remanso-BA, a partir da qual foi conduzido com imensa carreata por estrada carroçável de noventa e seis quilômetros até a Catedral de São Raimundo Nonato-PI, onde outra gigantesca multidão o aguardava.

## Legado
Dom Inocêncio é considerado santo pelo povo do interior do Piauí por ter sido, em seus sessenta anos e cinco meses de sacerdócio, um homem humilde, justo e dedicado à superação da pobreza por meio da educação.

## Realizações

### Cargos que Ocupou
- Mestre de noviços.
- Comendador dos Conventos de Sárria e de Poyo, na Galícia.
- Conselheiro e Vigário em Madri.
- Vigário da Província Mercedária de Castela.
- Vigário-geral da Ordem Mercedária.
- Mestre-geral da Ordem Mercedária.
- Bispo titular de Trebenna.
- Prelado de Bom Jesus do Gurguéia-PI.

### Obras realizadas como Prelado de Bom Jesus do Gurguéia
- Desobrigas-missão.
- Fundador da Congregação das Irmãs Mercedárias Missionárias do Brasil (1938).
- Colégio Nossa Senhora das Mercês.
- Ginásio Dom Inocêncio (1948).
- Formação de clero autóctone.
- Construção de estradas, poços, açudes, capelas e escolas em áreas rurais (1931 a 1958).

### Homenagens Post-Mortem
- Centro Diocesano Dom Inocêncio, no município de São Raimundo Nonato-PI.
- A prelazia de Bom Jesus do Gurguéia foi elevada a duas dioceses: a Diocese de Bom Jesus do Gurguéia (3 de outubro de 1981), e a Diocese de São Raimundo Nonato (3 de outubro de 1981).
- Município Dom Inocêncio-PI (7 de junho de 1988).
- Penitenciária Dom Inocêncio, no município de São Raimundo Nonato-PI (26 de agosto de 2011).